# Hopak

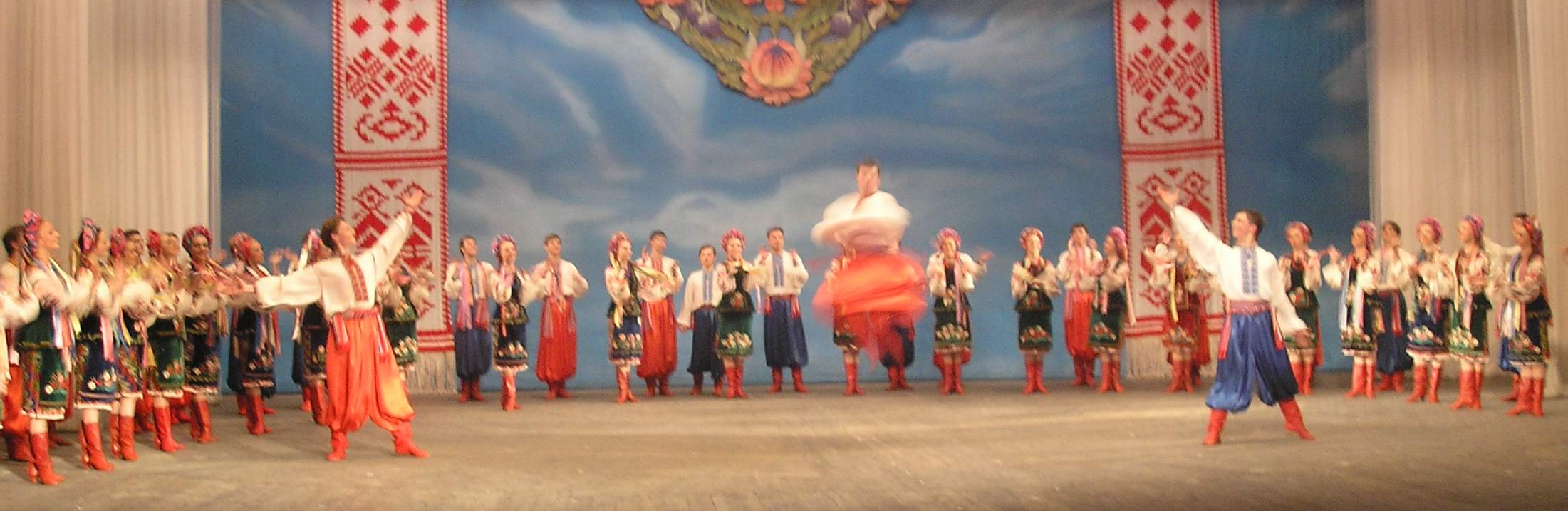
Ball ucraïnès Hopak.

El Hopak (en ucraïnès: Гопак) és una dansa popular d'Ucraïna en compàs de 2/4. El nom procedeix del verb «hopaty» que significa saltar i correspon a l'exclamació «jop!», la qual és pronunciada durant la dansa.
Generalment, hi participen homes i conté molts salts i elements acrobàtics. En versions escèniques de la composició s'hi inclouen parts de dansa en grup i solo. L'estil del Hopak pot tenir relació amb entrenaments de cosacs abans de les batalles. Han practicat combats en forma de dansa (moviments, salts, plasticitat), de manera semblant a la Capoeira brasilera, creant un art marcial que s'ha denominat Hopak de combat (en ucraïnès: Бойовий Гопак).

## Interpretació de Hopak en art

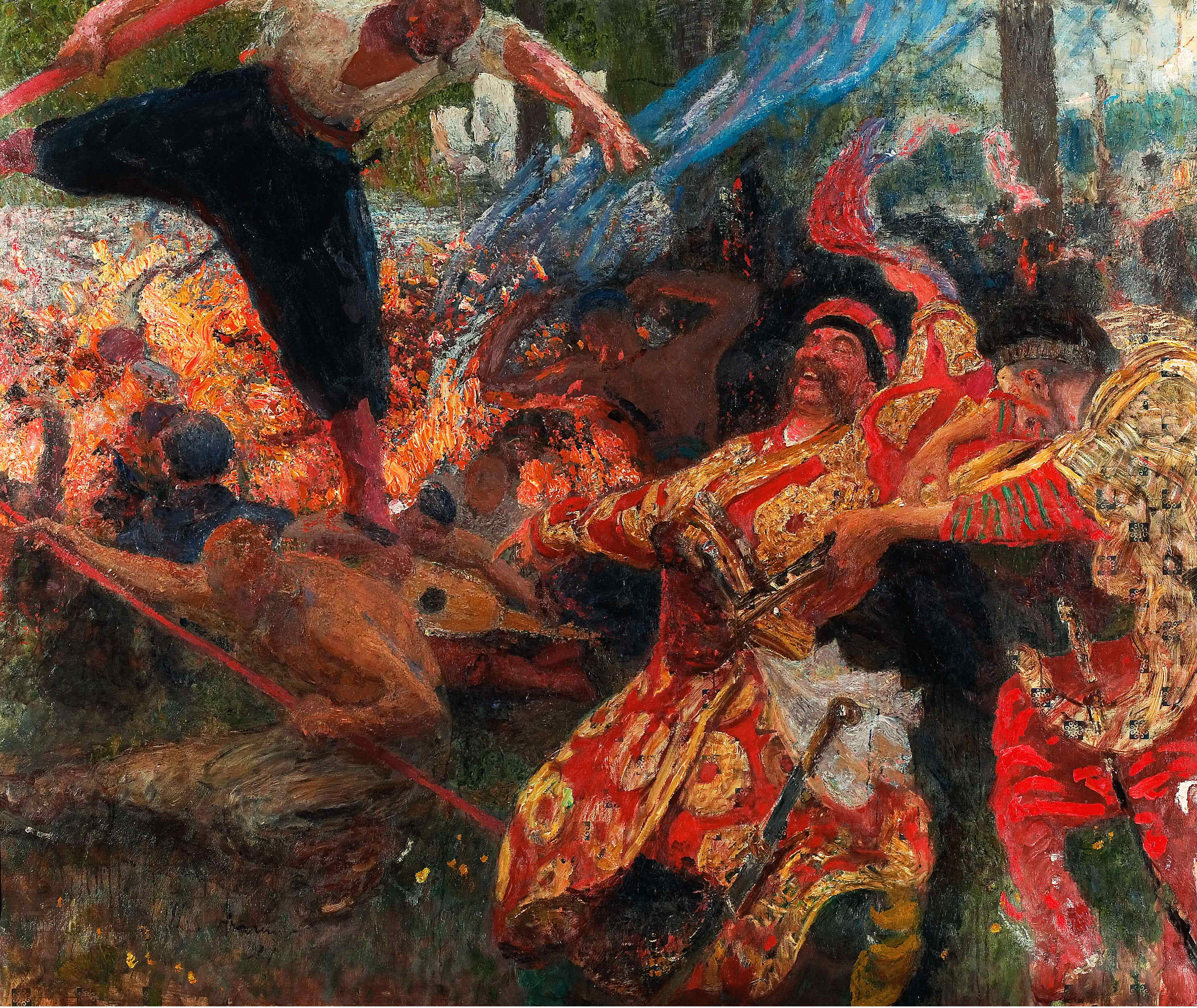
Gopak d'Ilià Repin. 1927.

### Òpera
- Modest Mússorgski a La fira de Sorótxintsi
- Piotr Ilitx Txaikovski a Mazepa
- Nikolai Rimski-Kórsakov a La nit de maig

### Ballet
- Aram Khatxaturian a Gayaneh
- Vasili Soloviov-Sedói a Tarás Bulba

### Pintura
- Gopak d'Ilià Repin (1927)